# یاسواکی اوکاموتو
یاسواکی اوکاموتو (انگلیسی: Yasuaki Okamoto؛ زادهٔ ۹ آوریل ۱۹۸۸) بازیکن فوتبال اهل ژاپن است.
از باشگاه‌هایی که در آن بازی کرده‌است می‌توان به باشگاه فوتبال کونسادول ساپورو اشاره کرد.